# Quartier San Pellegrino
Le quartier San Pellegrino (en italien, Quartiere San Pellegrino) se trouve dans le centre historique de la ville de Viterbe et est situé sur le tracé de Via Francigena. Son axe principal part de Piazza San Carluccio et continue le long de Via San Pellegrino jusqu'à la place centrale, marquée par la présence de la petite église portant le même nom et Palazzo degli Alessandri, où convergent les ruelles latérales.
La zone urbaine présente des caractéristiques résidentielles et abrite encore des tours et des bâtiments du XIIIe siècle  qui, étant équipés de profferlo (un escalier qui se trouve sur la façade d'un bâtiment) gardent leur aspect médiéval.

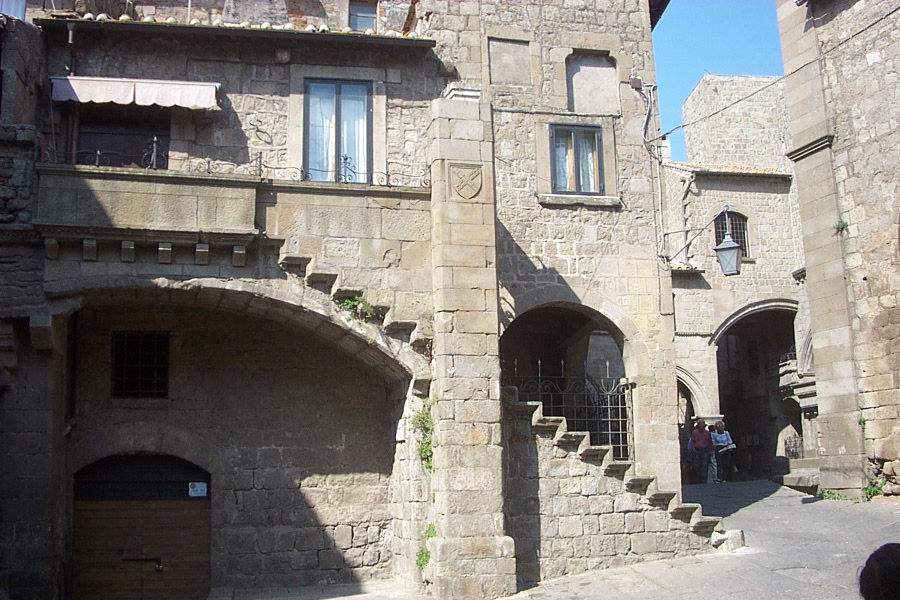
Profferlo.

Certains édifices ont été détruits lors des luttes de pouvoir entre les familles de Viterbe, tels que le palazzo Gatti, dont il ne reste qu'une petite partie sur la rue Cardinal La Fontaine, tandis que l'intervention du pape Innocent IV a préservé le palazzo degli Alessandri. Ce dernier est caractérisé par un profferlo intérieur avec une balustrade à l'entrée de l'édifice, visible depuis la place.
Un événement traditionnel intitulé San Pellegrino in Fiore se déroule chaque année entre la fin d'avril et le début de mai, et attire de nombreux touristes de partout dans la province et au-delà. Pendant ces jours, les rues, les places et les monuments du quartier et d'autres coins de la ville sont ornés de fleurs et de plantes.